# 宮本英治
宮本 英治（みやもと えいじ、1958年7月15日 - ）は、日本のアスレティックトレーナー。プロ野球・西武ライオンズ、読売ジャイアンツの育成担当コーチを務めた。長崎県出身。

## 来歴
中学ではハンドボール部に所属し主将を務める。進学した長崎南高校には希望していた野球部がなく、中学のハンドボール部監督と同級生だった高校の教師から誘われてラグビー部に入り、国体で3位に入ったほか西日本代表にも選ばれた。この頃は体育教師になる夢を持っていたという。
青山学院大学では経済学部に入り、卒業後はラグビーの実業団チームがある企業から勧誘されて入社するが、この仕事を一生続けることに疑問を持ち始める。それまでスポーツ選手として成長してきたが、今度はそのスポーツ選手を支える仕事をしたいと考え、25歳の時に大手フィットネスクラブに転職した。
独学でトレーニングの勉強をすると同時に体も鍛えていたが、クラブに通ってくるスポーツ選手が抱える怪我をケアする知識や技術がなかったため、30歳頃から鍼灸・マッサージを湘南医療専門学校に3年間通って医療資格を取得した。この頃治療や病気について学んだことが後に大きく役立ったという。クラブで指導する傍ら、母校ラグビー部や国士舘大学柔道部等の指導や医療系専門学校の非常勤講師などを務めていた縁で西武ライオンズの選手達に講演する機会があり、その後球団から勧誘された。野球の経験がなかったため不安はあったが、自身の能力を発揮するチャンスだと思い1996年にトレーニングコーチとして入団した。2006年は二軍で若手選手の育成を担当し、2007年は読売ジャイアンツで育成担当コーチを務めた。
2008年より東京スポーツ・レクリエーション専門学校講師（著書より）。2010年4月1日に東京都渋谷区渋谷にコアスポーツ及びコアスポーツ治療院を開設し、代表取締役に就任する。2011年2月28日、コアスポーツ及びコアスポーツ治療院を閉鎖。2011年3月28日、松戸コアトレーニングチーフトレーナーに就任。

## 人物
西武での初めの2年間に専属コーチを務めた清原和博から「野球はデリケートなスポーツなんだ」と言われたことが忘れられないという。体の大きさや筋力を上げることが求められるラグビーや柔道と、トレーニング以上に技術や精神面が重視される野球とのギャップは大きかったと語っている。また自分の体を鍛えてきた経験がない人間は、選手と突っ込んだ話も指導することもできないという信念を持っている。

## プロフィール
- 身長／体重　：168cm／77kg
- 血液型　　　：AB型
- 投打　　　　：右投右打
- プロ年数　　：13年（2007年）
- 三療師の資格を持つ[3]。
- 東北楽天ゴールデンイーグルス松井稼頭央の専属トレーナー。

## 背番号
- 96（1996年 - 2006年）
- 95（2007年）